# Jessenhofke
Jessenhofke is een Belgisch biologisch bier van hoge gisting.
De bieren werden oorspronkelijk gebrouwen in De Proefbrouwerij te Hijfte voor Brouwerij Jessenhofke te Kuringen. In alle eigen bieren (behalve RGLR) wordt door brouwer Gert Jordens knoflook gebruikt. Sinds juli 2013 worden de bieren bij Brouwerij Anders! te Halen gebrouwen. Ook worden bieren gebrouwen door Brouwerij De Graal en bij Brouwerij Bryggja. Tijdelijk werd in het verleden ook bij Brouwerij Strubbe in Ichtegem gebrouwen.

## Varianten
- RGLR (Jessenhofke Lichtblond), alcoholarm bier met een alcoholpercentage van 3.5%. Dit bier wordt gebrouwen sinds 2011 en heette oorspronkelijk Jessenhofke Tafelbier, daarna nog even LGHT.[1]
- MAYA (Jessenhofke maya), blond bier met een alcoholpercentage van 6%, gebrouwen volgens het cradle to cradle principe. Hierbij wordt het restwater van seitanmakerij Maya uit Hasselt gebruikt voor het brouwen van het bier. Maya wordt gebrouwen sinds 2009.[2]
- BRWN (afkorting van "brown"; Jessenhofke Bruin), bruin bier met een alcoholpercentage van 7%. Jessenhofke Bruin wordt eveneens gebrouwen sinds 2009.
- TRPL (afkorting van "tripel"; Jessenhofke Tripel), blond bier met een alcoholpercentage van 8%. Dit was het eerste bier van brouwerij Jessenhofke. Het wordt gebrouwen sinds 2002.
- PMPRNL (Jessenhofke Pimpernelle), blond bier met een alcoholpercentage van 8%
- RSRV (Jessenhofke Reserva, vroeger Jessenhofke Bière de Garde), bruin bier met een alcoholpercentage van 10%, dit bier bestaat ook onder de variant WNTR
- ARVUM (Jessenhofke Arvum), blond bier met een alcoholpercentage van 6%, sinds 2013 gebrouwen volgens het cradle to cradle principe. Hierbij wordt eveneens het restwater van seitanmakerij Maya uit Hasselt gebruikt voor het brouwen van het bier. Voor dit bier wordt een deel van de biologische gerst komende van de Boer van Herkenrode gebruikt.
- Schelpje (Jessenhofke Schelpje), blond bier met een alcoholpercentage van 9%, sinds 2014 gebrouwen bij Strubbe in Ichtegem voor Lets Oostende. Dit bier is momenteel niet beschikbaar maar zal opnieuw gelanceerd worden onder de naam OLAF, naar de initiatiefnemer van dit bier die helaas overleden is.
- Vulcanus, blond bier met een alcoholpercentage van 8.5%, Dit bier is enkel verkrijgbaar bij de brandweer van Hasselt, voor wie het al meermaals werd gebrouwen.
- bottelke, blond bier met een alcoholpercentage van 6.5%, Dit bier is ontwikkeld voor Aksi in Ulbeek die de bottelarij uitbaten. Dit bier werd gelanceerd ter gelegenheid van 10-jarig bestaan van de horecazaak en 125-jarig bestaan van het pand die eerder brouwerij was.
- Lou Garbaye, blond bier met een alcoholpercentage van 6.5%, Dit bier is enkel in Frankrijk (Landres streek) beschikbaar, uniek recept met geranium rosa.
- Dagelyckx bier is een etiketbier van Jessenhofke Tripel en wordt geserveerd in het Begijnhofmuseum Beghina van Tongeren